# Adeona cellulosa
Adeona cellulosa är en mossdjursart som först beskrevs av William MacGillivray 1869.  Adeona cellulosa ingår i släktet Adeona och familjen Adeonidae. Inga underarter finns listade i Catalogue of Life.